# Biedermannsdorf
Biedermannsdorf – gmina targowa w Austrii, w kraju związkowym Dolna Austria, w powiecie Mödling, leży na południe od Wiednia. Według Austriackiego Urzędu Statystycznego liczyła 2 846 mieszkańców (1 stycznia 2014).